# Iglesia del Buen Suceso (Puerta del Sol)
La iglesia de Nuestra Señora del Buen Suceso, conocida comúnmente como iglesia del Buen Suceso, fue una modesta iglesia de Madrid que delimitaba la parte oriental de la Puerta del Sol. El templo se originó en una remodelación del Hospital Real de la Corte (construido en 1483). Hizo funciones de iglesia y hospital desde 1590 y su lonja fue lugar de reunión durante varios siglos. El reloj de la iglesia sería importante durante este periodo hasta que fue instalado uno de mejores prestaciones en la Casa de Correos. Su demolición coincidió con la desamortización de Mendizábal que dejó hueco a la ampliación posterior que se hizo en la Puerta del Sol. 
En el año 2006, durante unas obras de ampliación del metro de Madrid, se encontraron restos arqueológicos de diversas partes del templo, que fueron restaurados y acondicionados para su visita.

## Historia

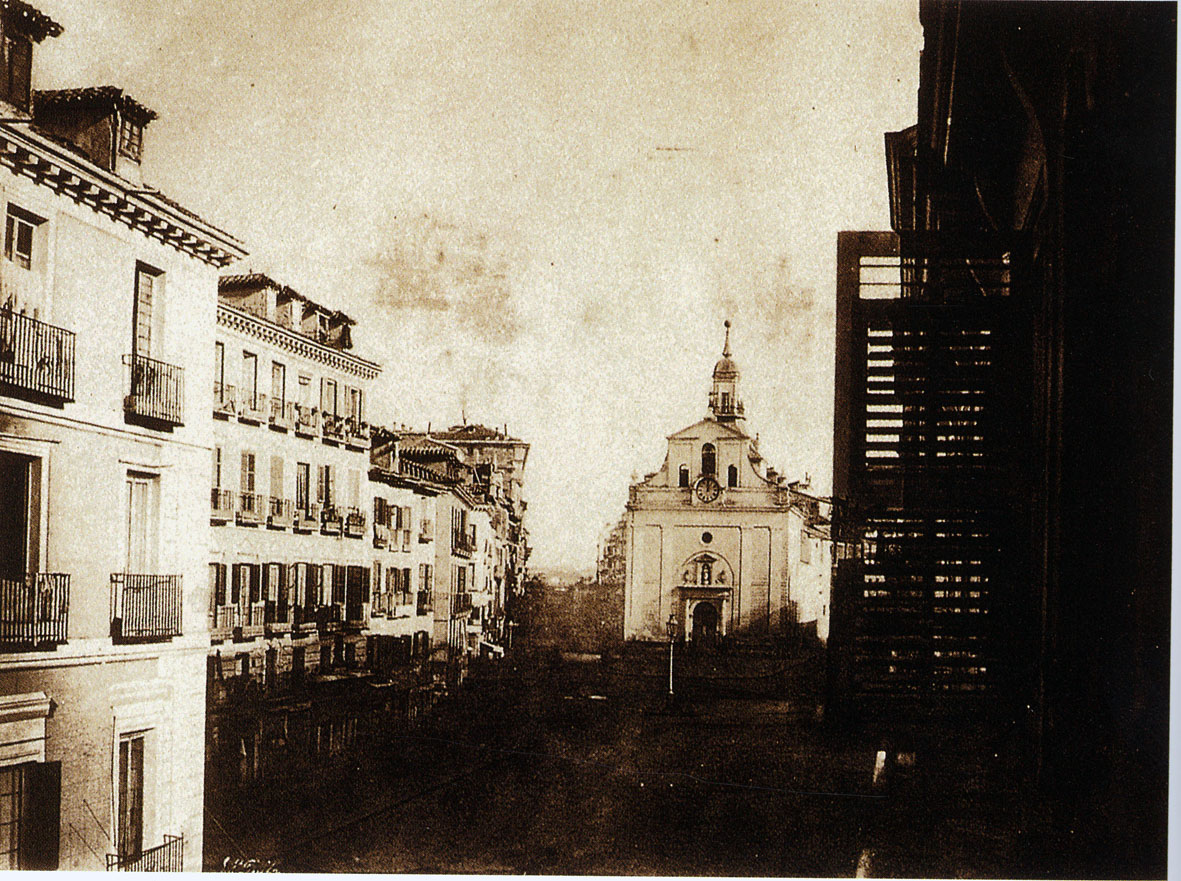
Imagen de la iglesia en la Puerta del Sol al fondo, en 1854 (justo antes de la gran reforma de la Puerta del Sol).

La historia de este edificio ha sido investigada por numerosos eruditos: Antonio Palomino, Ponz, Madoz, Mesonero Romanos y escritores como Ramón Gómez de la Serna. La zona que alberga el edificio donde anteriormente se ubicaba el anuncio luminoso del "Tío Pepe", justo entre la calle de Alcalá y la carrera de San Jerónimo, estaba ocupada antaño por un hospital que poco a poco acabó siendo una iglesia. Las sucesivas construcciones y remodelaciones del edificio hace que no exista un único arquitecto que haya ideado originariamente su diseño. Algunos autores apuntan que el propio Felipe III había hecho el diseño durante su estancia en Valladolid entre 1601 y 1607. Aunque existe también la idea de que Francisco de Mora fuera un proyectista primordial del primer templo.

### Traslado del hospital a Madrid
Su origen se encuentra en un hospital itinerante que acompañaba a la corte española, el Hospital Real de la Corte, fundado por los Reyes Católicos en Baza en 1489. La misión de dicho hospital era la de atender las enfermedades y accidentes que ocurriesen a los cortesanos que rodeaban al Rey. El emperador Carlos V lo trasladó definitivamente a la incipiente ciudad de Madrid, mandando edificarlo fuera de los muros de la ciudad, junto a la Puerta del Sol. Su fundación está confirmada en 1529, en una bula del papa Clemente VII de 28 de enero de 1529, en la que tras nombrar Administrador, le reconoce facultades para reformar y dictar de nuevo cualesquiera píos estatutos y ordenaciones lícitas y honestas no contrarias a los Sagrados Cánones. 
El hospital se construye en el área que había en la zona oriental de Puerta del Sol, hueco ocupado anteriormente por la antigua ermita y humilladero de San Andrés (otros autores mencionan la existencia de una parroquia bajo el título de Corpus Christi). La construcción se realiza con poca homogeneidad y esta característica hace que desde los comienzos sea un edificio muy necesitado de constantes reformas. Su acondicionamiento como local sanitario se va realizando lentamente y en 1561 se puede decir que el proceso de construcción del hospital ya está completo. Desde el punto de vista arquitectónico el acondicionamiento del modesto hospital no poseía ningún otro particular comparado con los dieciocho establecimientos sanitarios existentes en Madrid. No obstante, siendo una obra bajo el patronato real, no era de las peor dotadas. Los pobres materiales empleados en la construcción inicial pronto empiezan a ceder y esto supone una excusa para su renovación.

### Construcción de la iglesia
En 1587 Felipe II ordena una reducción hospitalaria en la villa de Madrid. En 1567 se derriban algunas tapias de la carrera de San Jerónimo y se confiscan casas colindantes que no hacen otra cosa que consolidar el área de la zona. La pequeña iglesia del hospital poco a poco va tomando funciones representativas de centro urbano. En 1590 los cimientos del edificio hospitalario dan muestras de debilidad. Felipe II encarga a la Junta de Policía de Madrid la construcción de una nueva iglesia y enfermería en el lugar del Hospital Real, nombrando para ello a Diego Sillero y a otros oficiales. Diego Sillero, junto con su padre, se habían dedicado a otros edificios de la villa, aunque dichos diseños saldrían del estudio de Juan de Herrera. Se procede a la demolición del antiguo edificio.
La muerte de Juan de Herrera, inspirador de la obra, provoca un retraso en la renovación. Las causas del retraso eran fundamentalmente económicas, existía una escasez de fondos que no permitían los gastos de una nueva edificación. La obra permaneció parada algunos años. En 1601 Felipe III decide trasladar la Corte a Valladolid. El arquitecto Francisco de Mora es recién elegido arquitecto mayor del Rey. En 1606 la Corte regresa a Madrid, evento este que reactiva la construcción de la iglesia. La obra de cantería se dedicaría a Agustín de Argüelles. No se sabe si fue la necesidad de atender al culto, o las nuevas demandas asistenciales, pero la construcción se aceleró. La iglesia se terminó en septiembre del año 1611. El altar mayor fue colocado en 1612 y se terminaron las capillas colaterales en 1628.  

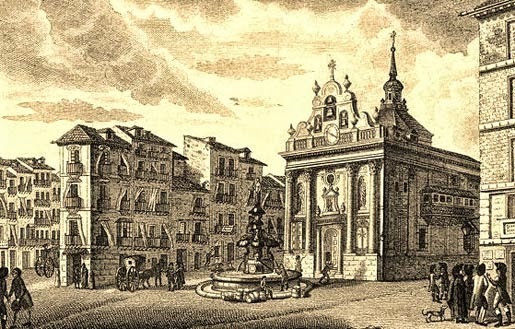
Vista del templo y de la fuente de la Mariblanca hacia finales del siglo

La primera descripción de la iglesia en la Puerta del Sol es la que hace Fr. Francisco de Herrera Maldonado al describir la vida de Bernardino de Obregón:

... Se ha labrado un edificio grandioso, puesto en lo mejor de Madrid a la puerta que llaman del Sol, en el principio de la que llaman Carrera de San Jerónimo y en el fin de la famosa calle Mayor (...) la iglesia hace frontera a la plazuela, tan bien trabada en la cortina que viene a servir de lonja su entrada al edificio, con un pretil vistoso y capaz, dilátase ayrosamente entre las dos calles de Alcalá y San Jerónimo, con una fachada vistosa y opulenta, girando a sus espaldas el edificio del hospital por ambas hazes, con enminencia grande en traza y forma ...
Francisco de Herrera Maldonado

Tras ellas otras descripciones de diversos autores como Pedro de la Torre, Ruiz de Altable, entre otros. El espacio de la Puerta del Sol de Madrid queda dividido en el siglo XVII en dos: el oriental protagonizado por la lonja del Buen Suceso (que reúne la calle de Alcalá y la Carrera de San Jerónimo), y la parte occidental ocupada por el monasterio de San Felipe y la lonja (el denominado "mentidero"). El paso ancho que las unía correspondía al espacio de la Puerta del Sol. En 1695 se detecta que uno de los lienzos de la iglesia amenaza ruina. Se opta por ampliarla a costa de la lonja, aunque ello lleva consigo levantar una nueva fachada y modificar la cúpula. En la nueva fachada sobrevive, bajo un arco de medio punto entre dinteles, la antigua portada dórica con los escudos reales. La edificación se tuvo que adaptar a la forma trapezoidal de la parcela. La nueva iglesia se da por terminada en 1700.

### Levantamiento del 2 de mayo

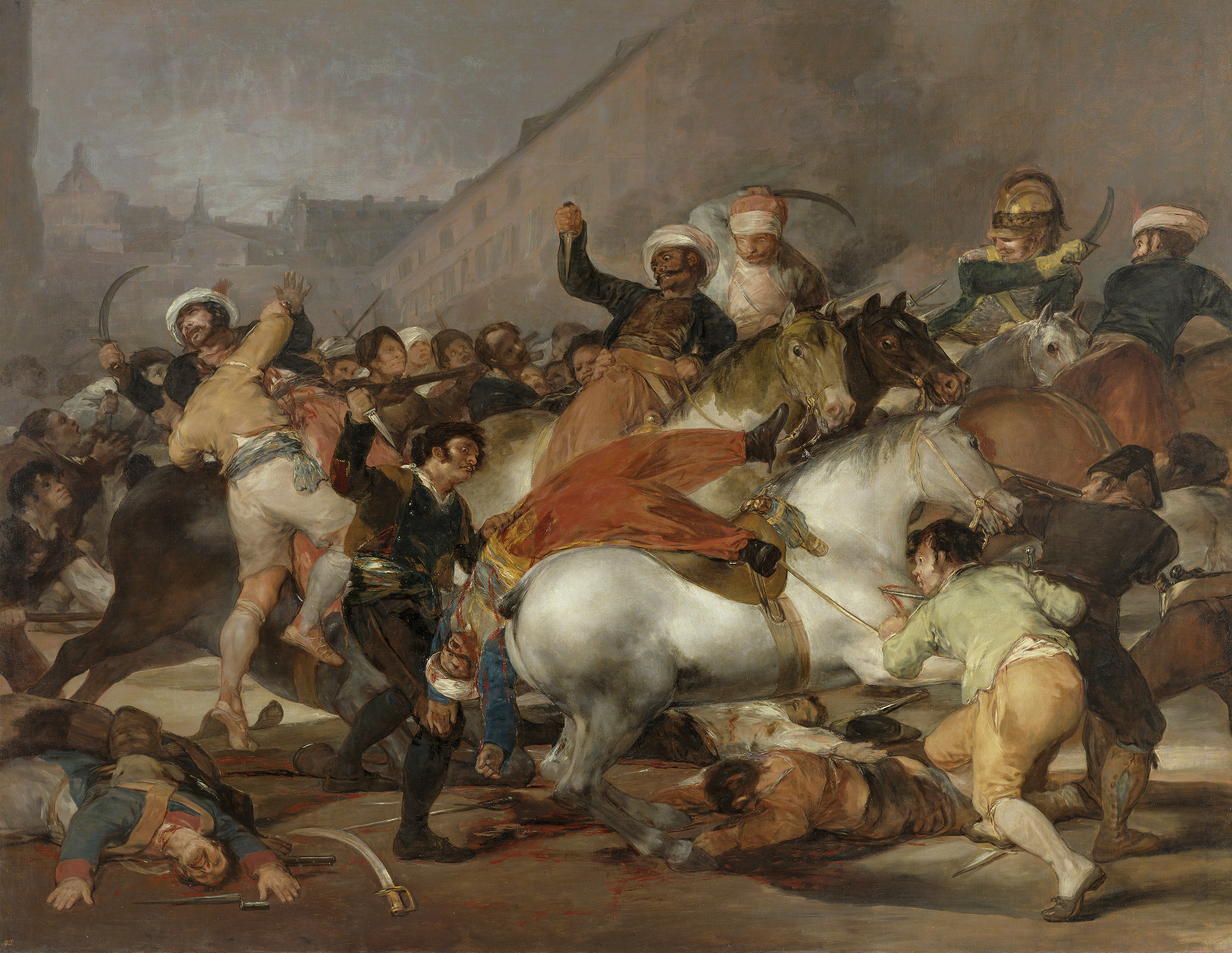
Francisco de Goya: El dos de mayo de 1808 en Madrid o La carga de los mamelucos (Museo del Prado). El levantamiento del dos de mayo tuvo como protagonista la Puerta del Sol.

Durante el Levantamiento del 2 de mayo de 1808 la iglesia sufre graves daños en su fachada e interior. Las luchas que se producen contra las tropas francesas en la Puerta del Sol afectan seriamente a su estructura, a la vez que convierten a la iglesia del Buen Suceso en un símbolo de la resistencia madrileña. Pero los años pasaron tras este acontecimiento y en 1839 se volvió a reformar completamente bajo la dirección de Narciso Pascual y Colomer que pretende en su diseño acomodar la iglesia a los gustos arquitectónicos de la época. Previamente por Real Orden de 12 de diciembre de 1832 se promulgan unas nuevas "Ordenanzas para el buen orden, régimen y gobierno de la Real Iglesia Parroquia y Hospital de Corte denominado de Nuestra Señora del Buen Suceso", que suprimen la Junta de Gobierno.

### Demolición

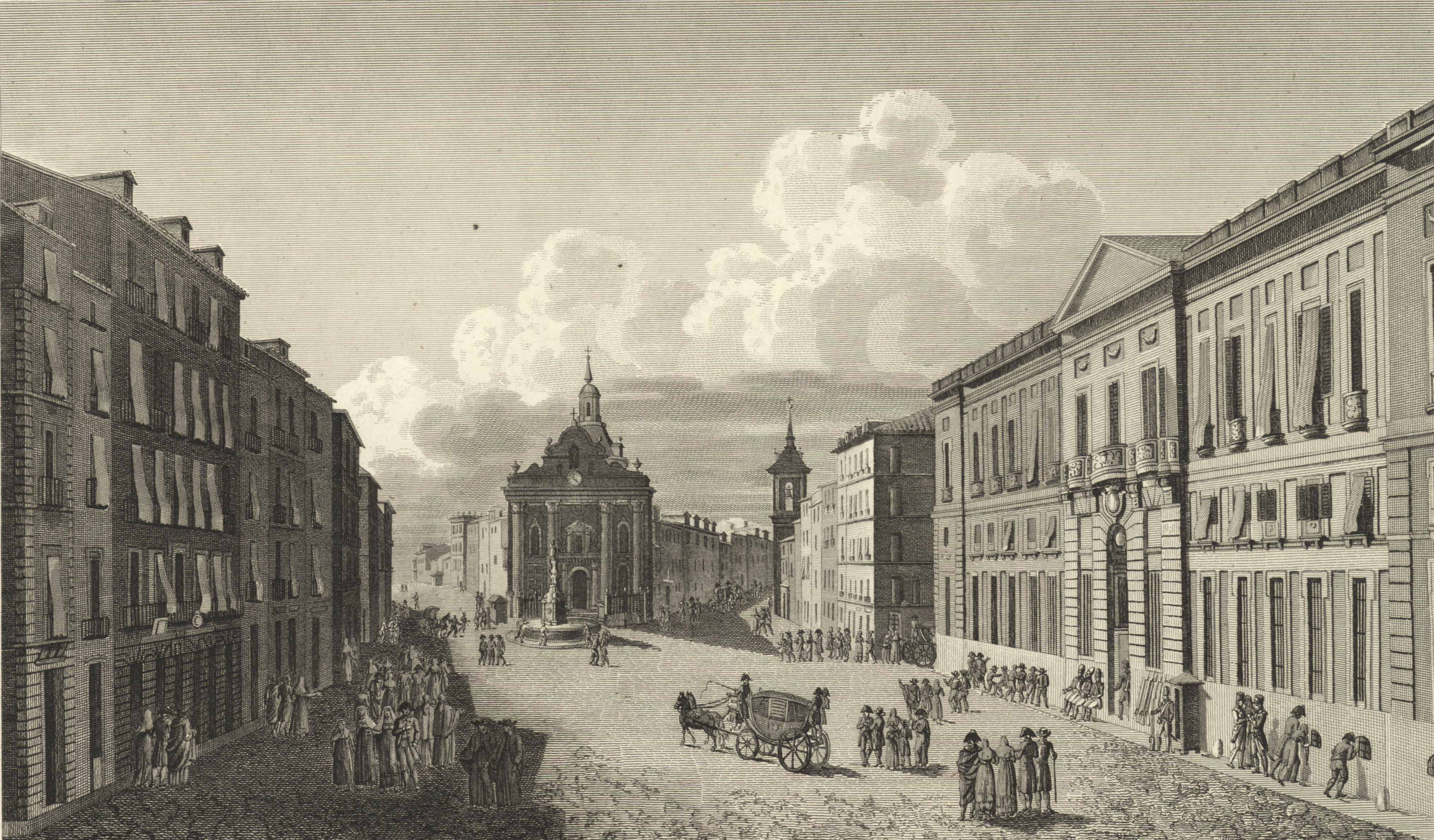
Vista de la iglesia en Voyage pittoresque et historique de l'Espagne (1806-1820) con la Puerta del Sol en primer plano y la Casa de Correos a la derecha de la imagen, antes de la reforma de la plaza a mediados del siglo.

Debido a la reforma de la Puerta del Sol, el 24 de febrero de 1854 comienza el derribo de la iglesia y el hospital. Del edificio solo quedaron unas columnas, que fueron llevadas a la Casa de Bruguera, en el paseo de la Castellana. El reloj que lucía la fachada y que era la referencia horaria de los paseantes de la Puerta del Sol fue a parar a la Casa de Correos y se convirtió desde entonces en el Reloj de Gobernación. La iglesia desaparece por completo de la Puerta del Sol, en su lugar se construye el Grand Hôtel de París, que con posterioridad a mediados del siglo XX recibe el famoso cartel luminoso del "Tío Pepe".

### Restos arqueológicos

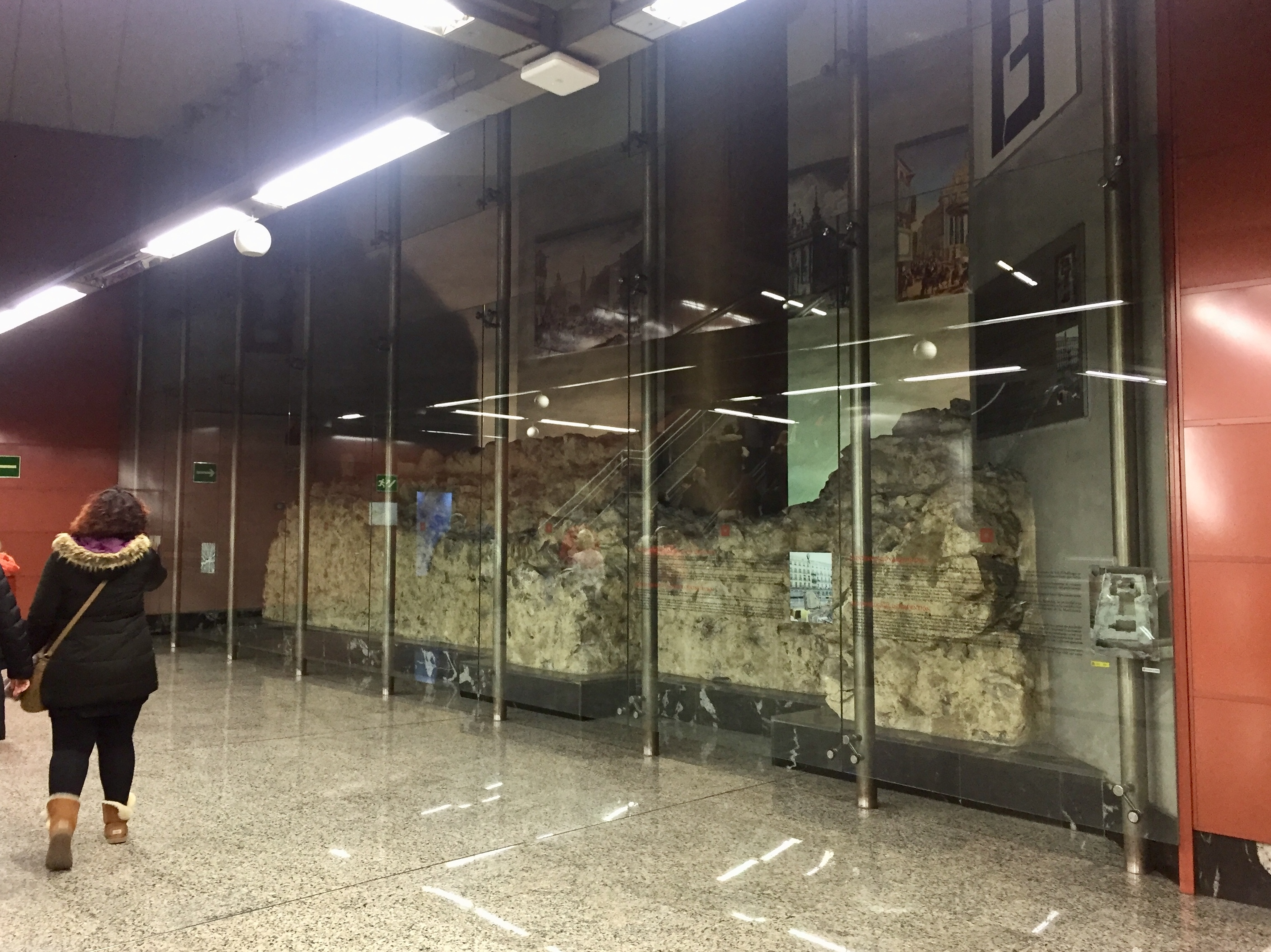
Restos conservados en el Cercanías de Madrid

En 2006, durante unas obras de ampliación del Cercanías Madrid se hallaron diversos restos arqueológicos (un fragmento del pórtico, los contrafuertes de la fachada occidental y el arranque del muro norte). Fue un hallazgo sorprendente, dado que la zona había sufrido importantes obras durante la década de 1910. Inicialmente se pensó trasladar los restos a otro lugar de Madrid. Finalmente se optó por crear un espacio museístico en la Estación de Sol.

## Características
Son pocos los documentos que describen la iglesia del Buen Suceso, sobre todo en lo que respecta a la disposición de la planta. Las descripciones parciales de su acondicionamiento y algunos grabados y representaciones de la época dan ideas acerca de su presencia. Existen descripciones contemporáneas de Herrera Maldonado y Ruiz de Altable. La entrada de la iglesia poseía una lonja. La disposición de la planta era en cruz griega, con un presbiterio muy desarrollado y cuatro capillas en los ángulos de intersección de ambos brazos.
El estilo de la iglesia, por grabados del siglo XVII, presentaba características del manierismo clasicista. Ruiz de Altable menciona que el edificio de la iglesia: poseía un largo de ochenta pies, sesenta de ancho y se erige en altura correspondiente. El retablo mayor, desaparecido tras la demolición de 1853, era uno de los primeros ejemplos del Barroco madrileño.

## La iglesia en la pintura
- Día Festivo en la Puerta del Sol (1773), Luis Paret, Museo Nacional de La Habana.
- Ornato de la Puerta del Sol en la entrada de Carlos III, óleo anónimo del siglo XVII, Museo Municipal de Madrid.
- Noche de Reyes en la Puerta del Sol (1839), de José Castelaro y Perea, Museo Municipal de Madrid.
- Tipos madrileños en la Puerta del Sol, (1855), Ramón Cortés.
- Viaje crítico alrededor de la Puerta del Sol (1874), Manuel Ossorio y Bernard.

## Nueva iglesia del Buen Suceso en Argüelles

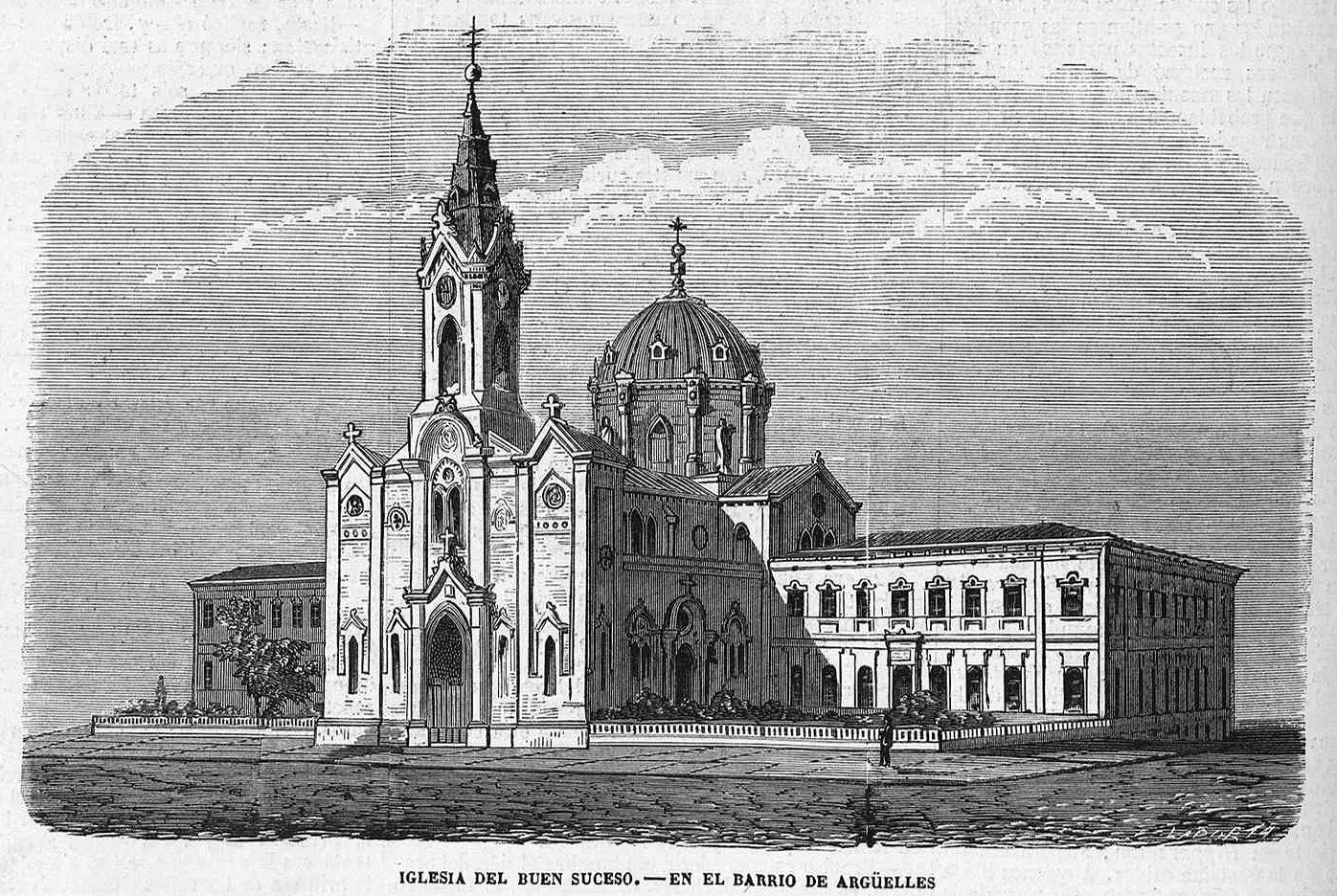
Iglesia del Buen Suceso, en Argüelles (1868)

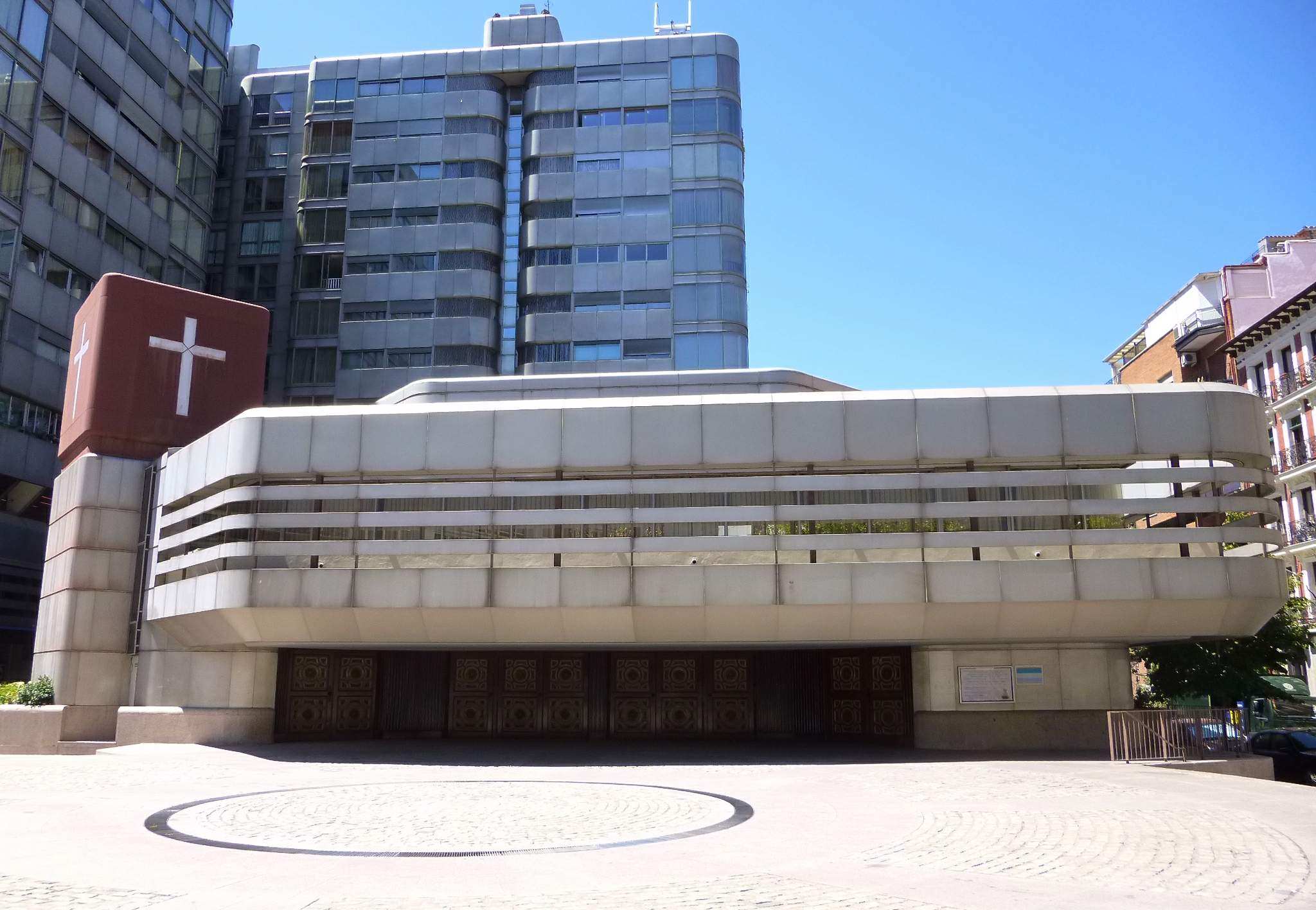
Edificio actual en Princesa n.º 43

Tras la demolición del edificio de la Puerta del Sol, en el año 1868 fue inaugurada la nueva iglesia del Buen Suceso en el barrio de Argüelles (por aquel entonces Barrio de Pozas), obra de Agustín Ortiz de Villajos y ubicada en el actual n.º 43 de la calle de la Princesa. El templo sufrió daños durante la Guerra Civil y fue demolido en la segunda mitad del siglo XX.
En torno a la ubicación de la iglesia anterior se erigió un tercer templo del Buen Suceso, existente en la actualidad e inaugurado en 1982.